# أوسكار هينريكز
أوسكار هينريكز (بالإسبانية: Óscar Henríquez)‏ هو لاعب كرة قاعدة كولومبي، ولد في 28 يناير 1974 في لا غوايرا في فنزويلا.

## وصلات خارجية
- أوسكار هينريكز على موقعبيزبول رفرنس.كوم (الدوري الرئيسي) (الإنجليزية)
- أوسكار هينريكز على موقعبيزبول رفرنس.كوم (الدوري الثانوي) (الإنجليزية)